# Siret
Siret (rumunsky Siret; ukrajinsky Сeрет, Seret; maďarsky Szeret; v antice latinsky Hierasus), česky též Seret, je jednou z největších řek v Rumunsku, ovšem pramenící na Ukrajině. Dlouhá je 726 km (díky mnoha meandrům; údolí Siretu je dlouhé jen asi 450 km), povodí má rozlohu 44 000 km². Je to významný levostranný přítok Dunaje. Sbírá vody z východní strany Východních Karpat a je osou rumunské části historické Moldávie.
V minulosti řeka na dvou místech tvořila hranici mezi zeměmi: jednak to byl kratší úsek (cca 18 km) na severu, poblíž města Siretu (u vesnic Rogojești a Cândești), který v letech 1775–1918 rozhraničoval Moldavské knížectví a z něj odtrženou Bukovinu v rámci Rakouska, resp. Rakouska-Uherska; a jednak delší úsek (cca 51 km) na jihu (od vesnice Corbu Vechi až k ústí), který již od 2. poloviny 14. století až do let 1859/62 odděloval Moldavsko a Valašské knížectví. Nejjižnější úsek řeky, vyznačující bývalou zemskou hranici, je dodnes předělem mezi Galackou a Brăilskou župou.

## Průběh toku
Řeka pramení na Ukrajině, v Černovické oblasti (v historické severní Bukovině) poblíž hranice s Rumunskem. Tam také po asi 50 km vtéká. Na Ukrajině protéká městy Berehomet a Storožynec, v Rumunsku pak městem Siret a dále pak okrajem nebo poblíž měst Liteni, Dolhasca, Pașcani, Roman, Bacău, Adjud, Mărășesti a nakonec Galați, kde se vlévá do Dunaje. Je to hlavní tok dlouhého říčního údolí, které odděluje Východní Karpaty a Moldavskou vysočinu. Střední a dolní tok řeky je bažinatý, ale splavný.

### Přítoky
Povodí Siretu je velmi asymetrické, mnohem více a větších přítoků má zprava.
- zleva – Bârlad
- zprava – Malý Siret, Suceava (Sučava), Șomuzul Mare (Velký Somuz), Moldova, Bistrița (Bystřice), Trotuș, Șușița, Putna, Râmnicul Sărat, Buzău (Bodza)

## Vodní režim
K nejvyšším vodním stavům dochází na jaře po tání sněhu v Karpatech, v létě voda opadá a dochází pouze k ojedinělým vzestupům hladiny, které jsou způsobeny dešti. Průměrný průtok vody v ústí činí 185 m³/s. Siret zamrzá od konce prosince do února. Unáší velké množství nánosů, přibližně 12 Mt za rok.

## Využití
Využívá se na plavení dřeva. V povodí byly vybudovány vodní elektrárny, zvláště na Bystřici. Pod ústím Bârladu je možná vodní doprava menších lodí. Nedaleko ústí leží přístav Galați.